# ねこたま。
ねこたま。（7月22日 - ）は、日本の漫画家。福島県出身、宮城県仙台市在住。

## 作品リスト
- ロケットナイツ（月刊ドラゴンエイジ）
- 7th Rain（月刊ガンガンWING）
- 戦国スクナ（ガンガンONLINE）
- とりにてぃ（まんがタイムラブリー）
- 異世界はスマートフォンとともに。（小説家になろう）※登場人物の挿絵のみ投稿、原作に記載されている。書籍版は兎塚エイジが担当。